# John Cornforth
John Warcup Cornforth Jr. (7 de septiembre de 1917 - 8 de diciembre de 2013) fue un químico australiano - británico que ganó el Premio Nobel de Química en 1975 por su trabajo sobre la estereoquímica de las enzimas en reacciones catalizadas, convirtiéndose en el único premio Nobel nacido en Nueva Gales del Sur, con la particularidad de que era sordo desde que tenía 20 años.
Cornforth investigó las enzimas que catalizan los cambios en los compuestos orgánicos, los sustratos, tomando el lugar de los átomos de hidrógeno en las cadenas y los anillos de un sustrato. En sus síntesis y descripciones de la estructura de diversos terpenos, olefinas y esteroides, determinó específicamente qué grupo de átomos de hidrógeno en un sustrato fueron reemplazados por una enzima para efectuar un cambio dado en el sustrato, lo que le permite detallar la biosíntesis del colesterol. Por este trabajo, ganó una parte del Premio Nobel de Química en 1975, junto con Vladimir Prelog, y fue nombrado caballero en 1977.

## Primeros años y familia
Nacido en Sídney, Cornforth era el segundo de cuatro hijos. Su padre, John Cornforth Warcup, era maestro en Oxford, y su madre, Hilda Eipper (1887-1969), una nieta del misionero pionero y ministro presbiteriano Christopher Eipper. Antes de su matrimonio, Hilda Eipper había sido enfermera de maternidad.
Cornforth se crio en Sídney, así como en Armidale, en el norte de Nueva Gales del Sur, donde realizó la educación primaria.
Aproximadamente a los 10 años de edad, Cornforth había observado signos de sordera, lo que llevó a un diagnóstico de otoesclerosis, una enfermedad del oído medio que causa una pérdida auditiva progresiva. Esto lo dejaría completamente sordo a la edad de 20 años, pero también influiría decisivamente en la dirección de su carrera hacia la química.

## Educación
Cornforth se educó en la Sydney Boys 'High School, donde sobresalió académicamente, superó los exámenes de inglés, matemáticas, ciencias, francés, griego y latín, y se inspiró en su profesor de química, Leonard ("Len") Basser, para cambiar las direcciones de su carrera de la ley a la química. Cornforth se graduó como el dux de la clase de 1933 en Sydney Boys 'High School, a la edad de 16 años.
En 1934, se matriculó y estudió en la Universidad de Sídney, donde estudió química orgánica en la Escuela de Química de la Universidad de Sídney y se graduó con una Licenciatura en Ciencias con honores de primera clase y la Medalla de la Universidad en 1937. Durante sus estudios, su audición empeoró progresivamente, lo que le dificultó la audición de las clases. En ese momento, no se podían utilizar audífonos ya que el sonido se distorsionaba, y no usaba bien la lectura de labios.
Mientras estudiaba en la Universidad de Sídney, Cornforth conoció a su futura esposa, compañera química y colaboradora científica, Rita Harradence. Harradence se graduó en la St George Girls High School y obtuvo un distinguido logro académico que había encabezado el estado de Química en el Examen de Certificado de Abandono de Nueva Gales del Sur. Harradence se graduó con una licenciatura en Ciencias con honores de primera clase y la Medalla Universitaria en Química Orgánica en 1936, un año antes que Cornforth. Harradence también se graduó con un MSc en 1937, escribiendo una tesis de maestría titulada "Intentos de sintetizar el análogo de piridina de la vitamina B1".
En 1939, Cornforth y Harradence, independientemente uno del otro, ganaron cada uno una de las dos becas de investigación científica (la beca de investigación de 1851) de la Comisión Real para la Exposición de 1851, suficiente para permanecer investigando en el extranjero durante dos años. En la Universidad de Oxford, eran miembros de St. Catherine's College y trabajaron con Sir Robert Robinson, con quien colaboraron durante 14 años. Durante su tiempo en Oxford, Cornforth encontró que trabajar para y con Robinson era estimulante, y los dos a menudo deliberaban hasta el final, hasta que uno tenía un caso convincente contra el contraargumento del otro. En 1941, Cornforth y Harradence se graduaron con un doctorado en Química Inorgánica. En ese momento, no había instituciones o instalaciones en las que se pudiera realizar un doctorado en química en Australia.

## Carrera
Después de su llegada a Oxford y durante la Segunda Guerra Mundial, Cornforth influyó significativamente en el trabajo sobre la penicilina, particularmente en la purificación y concentración. La penicilina suele ser muy inestable en su forma cruda; como consecuencia de esto, los investigadores de la época se basaban en el trabajo de Howard Florey sobre la sustancia. En 1940, Cornforth y otros químicos midieron el rendimiento de la penicilina en unidades arbitrarias para comprender las condiciones que favorecían la producción y la actividad de la penicilina, y contribuyó a la redacción de The Chemistry of Penicillin.
En 1946, los Cornforth, que ya se habían casado, abandonaron Oxford y se unieron al Consejo de Investigación Médica (MRC), trabajando en el Instituto Nacional de Investigación Médica (NIMR), donde continuaron su trabajo anterior en la síntesis de esteroles, incluido el colesterol. La colaboración de Cornforth con Robinson continuó y floreció. En 1951, completaron, simultáneamente con Robert Burns Woodward, la primera síntesis total de los esteroides no aromáticos. En el NIMR, Cornforth colaboró con numerosos científicos biológicos, incluyendo a George Popják, con quien compartió su interés en el colesterol. Juntos, recibieron la Medalla Davy en 1968 en reconocimiento a su distinguido trabajo conjunto sobre la elucidación de la vía biosintética de los poliisoprenoides y los esteroides. 
Mientras trabajaba en el MRC, Cornforth fue nombrado profesor en la Universidad de Warwick y trabajó allí desde 1965 hasta 1971.
En 1975, Cornforth recibió una parte del Premio Nobel de Química, junto con Vladimir Prelog. En su discurso de aceptación, Cornforth dijo:

A lo largo de mi carrera científica, mi esposa ha sido mi colaboradora más constante. Su habilidad experimental hizo importantes contribuciones al trabajo; me ha facilitado más allá de toda medida las dificultades de comunicación que acompañan a la sordera; Su aliento y fortaleza han sido mi mayor apoyo.

También en 1975, se trasladó a la Universidad de Sussex en Brighton como profesor de investigación de la Royal Society. Cornforth permaneció allí como profesor y estuvo activo en la investigación hasta su muerte.

## Vida personal
En 1941, el año en que se graduaron de la Universidad de Oxford, Cornforth se casó con Rita Harriet Harradence (n. 1915), con quien tendría un hijo, John, y dos hijas, Brenda y Philippa. Cornforth había conocido a Harradence después de que ella rompiera un matraz Claisen en su segundo año en la Universidad de Sídney; Cornforth, con su experiencia en el soplado de vidrio y el uso de un soplete, reparó la rotura. Rita Cornforth murió el 6 de noviembre de 2012, en casa con su familia a su alrededor, después de una larga enfermedad.
En un importante artículo que supuso una parte de su éxito, Cornforth declaró que estaba particularmente impresionado por los trabajos del químico alemán Hermann Emil Fischer.
Cornforth murió en Sussex el 8 de diciembre de 2013 a la edad de 96 años. Le sobrevivieron sus tres hijos y cuatro nietos. Desde el punto de vista religioso, se definía como escéptico y ateo.

## Honores y premios
Cornforth fue nombrado "australiano del año" en 1975, conjuntamente con el mayor general Alan Stretton. En 1977, Cornforth fue reconocido por su alma mater, la Universidad de Sídney, con el premio de un doctorado honorario en ciencias. Los otros premios y reconocimientos de Cornforth son: 
- Medalla Davy (1968)
- Elegido miembro de la Royal Society (FRS) en 1953[56]
- Comandante de la Orden del Imperio Británico (CBE; 1972)
- Premio Nobel de Química (1975)
- Medalla Real (1976)
- Licenciatura en Caballero (1977)[57]
- Miembro correspondiente de la Academia de Ciencias de Australia (1977)
- Miembro extranjero de la Real Academia de Artes y Ciencias de los Países Bajos (desde 1978)[58]
- Medalla Copley (1982)
- Compañero de la Orden de Australia (AC; 1991)
- Medalla del Centenario (2001)

El certificado de elección de Cornforth para la Royal Society dice:
| " | Distinguido como un químico orgánico de originalidad sobresaliente y habilidad experimental excepcional, particularmente en la manipulación microquímica. Fue el primero en atribuir la constitución correcta a la penicilamina y sintetizar el aminoácido. Después de realizar importantes contribuciones a la síntesis de la penicilina, desarrolló notablemente la química del grupo oxazol y fabricó el oxazol por primera vez. La parte importante que tomó en la síntesis total de hormonas androgénicas y otros esteroides es reconocida con gratitud por todos sus colaboradores en la investigación. El trabajo diverso sobre productos naturales y quimioterapia muestra igualmente el pensamiento individual, la invención y el logro técnico superlativo. | ” |